# День, день, білий день
«День, день, білий день» (русин. Динь, динь, білый динь) — русинська народна пісня.

## Слова[1]
Динь, динь, білий динь

Вставай, дівко, клади вгинь

Динь, динь, білий динь

Вставай, дівко, клади вгинь

Збирай тріски по дворови

Вари їсти лінгарьови

Динь, динь, білий динь

Вставай, дівко, клади вгинь

Динь, динь, білий динь

Вставай, дівко, клади вгинь

Динь, динь, білий динь

Вставай, дівко, клади вгинь

Збирай тріски, най ся курять

Най ся люди мнов не журять

Динь, динь, білий динь

Вставай, дівко, клади вгинь

Динь, динь, білий динь

Вставай, дівко, клади вгинь

Динь, динь, білий динь

Вставай, дівко, клади вгинь

Полюбила ти п'яницю,

Почешися в потилицю 

Динь, динь, білий динь

Вставай, дівко, клади вгинь

Динь, динь, білий динь

Вставай, дівко, клади вгинь

Динь, динь, білий динь

Вставай, дівко, клади вгинь

Динь, динь, білий динь

Вставай, дівко, клади вгинь

Дівка встала, вгня наклала

Ниє того, що чекала

Динь, динь, білий динь

Вставай, дівко, клади вгинь

## Виконавці
Пісню виконували:
- Закарпатський академічний хор[1]
- гурт «Кольори Закарпаття»[2] у складі: Василь Фучко бас-гітара; Володимир Лазорик — співак гурту; Валерій Іванов — гітара; Степан Дудаш — барабани. Сергій Герасимович — клавіші. Обробка В. Фучко.
- гурт «Гудаки», альбом «Музика із Гандала» (2005)[3]. Гурт акапельно виконав цю пісню на своєму першому концерті в Києві у вересні 2015[4].
- гурт Rock-H.